# Sminthurides pseudassimilis
Sminthurides pseudassimilis är en urinsektsart som beskrevs av Stach 1956. Sminthurides pseudassimilis ingår i släktet Sminthurides, och familjen Sminthurididae. Arten är reproducerande i Sverige.